# بحران فرار شماره یک
بحران فرار شماره یک (کره‌ای: 위기탈출 넘버원) یک برنامه تلویزیونی کره جنوبی در سال ۲۰۰۵ است. این برنامه روز دوشنبه ساعت ۲۰:۵۵ از کی‌بی‌اس۲ پخش شد و از ۹ ژوئیه ۲۰۰۵ آغاز و در ۱۱ آوریل ۲۰۱۶ پایان یافت.